# Église Saint-Martial-de-Limoges de Demigny
Pour les articles homonymes, voir Église Saint-Martial.
L'église Saint-Martial-de-Limoges de Demigny est une église située sur le territoire de la commune de Demigny dans le département français de Saône-et-Loire en région Bourgogne-Franche-Comté.

## Protection
Elle fait l'objet d'une inscription au titre des monuments historiques depuis un arrêté du 18 juin 1946.

## Description
L'église possède un clocher de forme octogonale.

## Culte
Édifice consacré du diocèse d'Autun relevant de la paroisse Saint-Martin-des-Trois-Croix (siège à Chagny) – qui en est affectataire au titre de la loi de 1905 –, l'église de Demigny est, plusieurs siècles après sa construction, un lieu de culte catholique. 